# Saison 13 d'American Horror Story
Chronologie
Saison 12 : Delicate
Cet article présente la treizième saison de la série d’anthologie horrifique American Horror Story.
Il s'agit pour le moment de la dernière saison renouvelée par FX

## Distribution

### Acteurs annoncés non confirmé
- Sarah Paulson
- Evan Peters
- Angela Bassett
- Lily Rabe
- Cody Fern
- Lady Gaga

## Développement

### Conception
En janvier 2020, la chaine FX a annoncé le renouvellement de la treizième saison, en même temps que la onzième et douzième saison.
Le 1er Octobre 2024, Ryan Murphy annonce que la treizième saison arrivera plus vite que prévu et qu'il hésitait sur plusieurs idée pour l'intrigue.

### Distribution des rôles
Le 1er Octobre 2024, Ryan Murphy annoncent que Sarah Paulson et Evan Peters, qui ne sont plus apparus dans la série après la saison 10 pourraient faire leur retour au casting. Quelques jours plus tard, il annonça que l'actrice Angela Bassett fait partie de la liste des acteurs emblématiques qu'il aimerait faire revenir au casting.
Fin 2024, des rumeurs annoncent que Cody Fern et Lily Rabe sont en discussion pour revenir dans la série.
En Février 2025, des rumeurs annoncent que la chanteuse Lady Gaga pourrait faire une apparition.